# Глебов, Владимир Петрович (предприниматель)
Влади́мир Петро́вич Гле́бов (1850—1926) — русский предприниматель и общественный деятель, член Государственного совета.

## Биография
Из старинного дворянского рода. Крупный землевладелец: родовое имение Тарасково в Каширском уезде Тульской губернии (600 десятин), приобретенные 11000 десятин в Ставропольской губернии и Терской области, а также 700 десятин в Тульской губернии, у жены — родовые 8300 десятин в Таврической губернии, приобретенные 7000 десятин в Ставропольской губернии и 642 десятины в Тульской губернии, а также каменный дом в Москве.
Получив домашнее образование, в 1869 году выдержал экзамены в 5-й Московской гимназии и поступил в Петровскую сельскохозяйственную академию, курс которой окончил в 1872 году. В следующем году поступил на службу в канцелярию московского генерал-губернатора.
Во время русско-турецкой войны 1877—1878 годов состоял уполномоченным Красного Креста в передовом отряде 8-го корпуса генерала Ф. Ф. Радецкого и, перейдя вместе с ним Балканы, помогал раненым на Шипке. За участие в обороне Шипки был награждён орденом св. Анны 3-й степени с мечами. Вместе с тем работал вспомогательно по военно-медицинскому ведомству при госпиталях и лазаретах, в том числе в лазарете 30-й пехотной дивизии под Плевной, и имел в своем ведении отдельный отряд. После войны заболел сыпным тифом, пролежал в Адрианополе и лишь через год вернулся в Москву.
По возвращении в Россию посвятил себя службе по выборам в Тульской губернии. Избирался почетным мировым судьей по Веневскому и Епифанскому уездам, гласным Епифанского уездного и губернского земских собраний, а также предводителем дворянства Епифанского и Каширского уездов. Во время неурожая 1891 года явился одним из деятельных уполномоченных (от Тульской губернии) по организации общественных работ при главноуполномоченном М. Н. Анненкове. Состоял почетным попечителем Тульской гимназии и членом Тульского отдела Общества защиты и сохранения в России памятников искусства и старины. Дослужился до чина действительного статского советника (1904).
Одновременно занимался сельским хозяйством и сумел организовать в Ставропольской губернии и Терской области очень большие сельские хозяйства. В 1885 году приобрел большое степное овцеводство, которое со временем приобрело известность по всей России. В имении Софиевка имел рысистый и полукровный конные заводы. Занимался также виноделием, розничной и оптовой торговлей винами, в том числе в Москве. В 1899 году учредил в Ростове-на-Дону Сельскохозяйственный промышленный банк, где несколько лет состоял председателем правления. Был председателем правления Челекено-Дагестанского нефтяного общества (с 1902) и членом правления Углепромышленного акционерного общества Подмосковного района (1916). Долгое время был вице-президентом Московского общества сельского хозяйства, однако оставил эту должность 4 февраля 1906 года.
14 апреля 1906 года избран членом Государственного совета от съезда землевладельцев Ставропольской губернии, в 1909 году — переизбран. Входил в группу центра. В 1912 году выбыл из состава Госсовета за окончанием срока полномочий. В 1907—1914 годах был членом ЦК Союза 17 октября.
Незадолго до революции 1917 года вывез свою семью на Кавказ, а затем во Францию, куда впоследствии эмигрировал и сам. Был членом Главного комитета и строительной комиссии по сооружению Сергиевского подворья в Париже. Скончался в 1926 году в Нейи-сюр-Сен. Похоронен на кладбище Батиньоль.

## Семья
Братья:

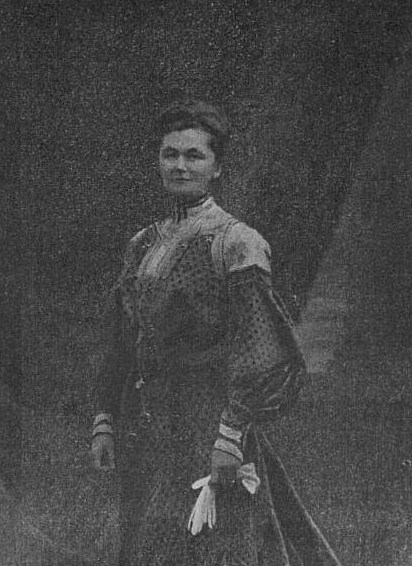
Софья Николаевна Глебова

- Михаил Петрович Глебов (1847–1909). Его дочь — Ольга Михайловна Глебова (1883–1943) жена Владимира Александровича Михалкова (1886–1932), мать поэта Сергея Михалкова.
- Федор Петрович Глебов (1853–1885), штабс-ротмистр Кавалергардского полка

Жена (с 5 июля 1878 года) — княжна Софья Николаевна Трубецкая (1853—1936), фрейлина двора, дочь князя Николая Петровича Трубецкого. Занималась благотворительностью, состояла председательницей Дамского попечительства о бедных в Москве. 
Дети:
- Пётр (1879—1922, умер от тифа). Окончил юридический факультет Московского университета, каширский уездный предводитель дворянства, помощник московского уездного предводителя дворянства, с 1908 г. — московский уездный предводитель дворянства. 1-й брак (развод)  — София Дмитриевна (урожд. Трепова; 1882—1954, Мюнхен), дочь Дмитрия Трепова. 2-й брак — Мария Александровна Михалкова, дочь штабс-ротмистра Александра Владимировича Михалкова. 
  - Его дети: от первого брака — Любовь Петровна (род. в 1903; замужем за Кириллом Скрябиным, сыном Николая Александровича Скрябина, братом известного композитора, затем за Николаем Герардом, дипломатом, сыном Николая Николаевича Герарда), Софья Петровна (род. в 1905); от второго брака — Федор Петрович[2][3][4], график и живописец, пейзажист, иллюстратор и известный артист Пётр Петрович Глебов.
- Сергей (1883—1937), в эмиграции в Румынии.
- Владимир (1885—1943), корнет, участник Белого движения в составе ВСЮР. Был женат на Ольге Александровне Михалковой, дочери штабс-ротмистра А. В. Михалкова. В эмиграции во Франции, умер в Кламаре[5].
  - Их дети: Татьяна (1915–1982, Канада), Николай (1917–1988), Сергей (1919–1937, Румыния)
- Александр (1892—1958), в эмиграции во Франции. Похоронен на кладбище Сент-Женевьев-де-Буа. Жена — Софья Андреевна, урожд. Балашова (1901—1993).
- Александра (1880—1967), замужем за Михаилом Львовичем Толстым, сыном знаменитого писателя. В эмиграции в США.
- Любовь (1882—1948), замужем за князем Александром Владимировичем Голицыным, сыном князя Владимира Михайловича и Софии Николаевны (урожд. Деляновой). В эмиграции в США.
  - Ее дети: Наталья (1896—1989; её муж — Василий Александрович Романов), Марина (1905—2000, в замуж. Даксергоф), Александр (1908—2005), известный художник, Георгий (род. в 1916),
- Софья (1884—1943), замужем за Ю. А. Олсуфьевым. Репрессирована, умерла в Свияжском концлагере[6].
- Мария (1888—1933), замужем за Владимиром Рафаиловичем Писаревым (1886-1923), сыном Рафаила Алексеевича Писарева (1850–1906) и Евгении Павловны, урожд. графини Барановой (1860–1936). В эмиграции во Франции. Их дети: Наталья, Софья, Рафаил[7].

## Награды
- Орден Святой Анны 3-й ст. с мечами (1877)
- Орден Святого Владимира 4-й ст. с мечами (1878)
- Орден Святой Анны 2-й ст. (1883)
- Орден Святого Владимира 3-й ст. (1907)
- Орден Святого Станислава 1-й ст. (1914)

- медаль «В память русско-турецкой войны 1877—1878 гг.»
- медаль «В память коронации императора Александра III»
- медаль «В память коронации Императора Николая II»
- медаль «За труды по первой всеобщей переписи населения»